# Richard Balducci
Richard Balducci (10 de febrero de 1922-8 de diciembre de 2015) fue un escritor y director y guionista cinematográfico de nacionalidad francesa.

## Biografía
Nacido en París, Francia, su verdadero nombre era Armando Pellegrino Ido Balducci. Debe principalmente su celebridad a la serie de filmes de El gendarme de Saint-Tropez, interpretados por Louis de Funès, de la cual él tuvo la idea original.
Corresponsal de guerra hasta la Liberación, se unió a Pierre Benard en France Soir, donde Pierre Lazareff le asignó trabajar en la sección de Espectáculos. Después, y durante diez años, fue agente de prensa de la sala Olympia de París.
Balducci fue actor en el film À bout de souffle, de Jean-Luc Godard. Tras un nuevo período como agente de prensa, colaboró con directores cinematográficos como Luis Buñuel, Roger Vadim, Christian-Jaque, Luchino Visconti, Jean-Pierre Melville, Claude Lelouch, Terence Young, Jean-Luc Godard, Julien Duvivier, Jacques Demy, Agnès Varda, Philippe de Broca, François Truffaut, Jacques Deray, Claude Chabrol, Max Ophüls, Jacques Becker y André Cayatte, entre otros.
A finales de los años 1960 se pasó a la dirección cinematográfica, realizando en las dos siguientes décadas diversos filmes cómicos con títulos muy evocadores. Su última película se rodó en 1986, dedicándose a partir de entonces a la escritura de novelas.
Richard Balducci falleció en el año 2015, a los 93 años de edad. Había estado casado con la actriz Gisèle Sandré.

## Filmografía

### Director y guionista
- 1966 : Le petit cheval de bois
- 1968 : Les tontons du festival
- 1968 : Clown
- 1969 : La Honte de la famille, con Michel Galabru
- 1970 : L'Amour
- 1972 : L'Odeur des fauves, con Maurice Ronet
- 1972 : Trop jolies pour être honnêtes, con Bernadette Lafont y Jane Birkin
- 1973 : Dans la poussière du soleil
- 1974 : Par ici la monnaie, con Robert Castel y Michel Galabru
- 1975 : Les Demoiselles à péage, con el pseudónimo de Bruno Baldwyn
- 1976 : La Grande Défonce, con el pseudónimo de Bruno Baldwyn
- 1977 : La Face cachée d'Hitler
- 1981 : Prends ta Rolls et va pointer, con Jean Lefebvre
- 1982 : N'oublie pas ton père au vestiaire, con Jean Lefebvre
- 1983 : Salut la puce, con Jean Lefebvre
- 1983 : On l'appelle catastrophe, con Michel Leeb
- 1985 : Le facteur de Saint-Tropez, con Paul Préboist
- 1985 : Y'a pas le feu
- 1986 : Banana's Boulevard

### Guionista
- 1963 : Les Saintes Nitouches, de Pierre Montazel
- 1964 : El gendarme de Saint-Tropez, de Jean Girault
- 1964 : Cherchez l'idole, de Michel Boisrond
- 1965 : Le Gendarme à New York, de Jean Girault
- 1976 : Le Jour de gloire, de Jacques Besnard
- 1978 : Général... nous voilà !, de Jacques Besnard
- 1979 : Les bidasses en vadrouille, de Christian Caza
- 1979 : La fac en délire, de Franz Antel
- 1979 : Les Joyeuses colonies de vacances, de Michel Gérard
- 1980 : Voulez-vous un bébé Nobel ?, de Robert Pouret
- 1984 : Charlots connection, de Jean Couturier

### Actor
- 1960 : À bout de souffle, de Jean-Luc Godard
- 1981 : Prends ta Rolls et va pointer, de Richard Balducci
- 1982 : En cas de guerre mondiale, je file à l'étranger, de Jacques Ardouin

## Publicaciones
- 1970 : Campus Party (Solar)
- 1971 : L'Odeur des fauves (Solar)
- 1974 : Tu seras le plus riche de ton cimetière (Presses de la Cité)
- 1979 : Salut la puce (Table Ronde) - Premio Christophe Bringuier)
- 1989 : Quartier de haute trahison (Filipacchi)
- 1990 : Si on invitait James Dean (Générique)
- 1991 : Le Café des veuves (Filipacchi) – Premio del humor y Premio Jules Renard
- 1992 : La Vie fabuleuse de Nostradamus  (Filipacchi)
- 1992 : Torquemada ou l'Intolérance de Dieu (Filipacchi)
- 1994 : Les Princesses de Paris (Presses de la Cité/Hors Collection)
- 1996 : La Balade espagnole (escrito en colaboración con Charles Aznavour, Cherche Midi)
- 1997 : Et Dieu créa une emmerdeuse (Laurens)
- 2002 : Charles Aznavour : Confidences d'un enfant de bohème (Pirot)
- 2003 : Autopsie d'une crapule (Melis)